# Tim Armstrong
Tim Armstrong (Oakland (Californië), 25 november 1965) is een van de leden van de punkband Rancid. Daarvoor speelde hij onder andere van 1987 tot 1989 in Operation Ivy. Samen met Travis Barker (onder andere van Blink-182) speelt hij ook in Transplants. Armstrong is ook medeoprichter en eigenaar van het ska- en punklabel Hellcat Records.
Hij is getrouwd geweest met Brody Dalle, de zangeres van The Distillers. Armstrong heeft een grote invloed gehad op de pop-rock van nu: hij schreef onder meer nummers voor P!nk, Gwen Stefani en Skye Sweetnam.
In 2007 bracht Armstrong zijn eerste soloalbum uit, genaamd A poet's life. Hiervan kwam de single Into Action, die nummer 1 werd in de Kink 40.

## Bands waarin Armstrong gespeeld heeft
- Operation Ivy
- Rancid
- The Transplants
- Dance Hall Crashers
- Downfall
- Basic Radio
- Shaken 69
- The Silencers
- The LJs
- Tim Timebomb and friends
- Devils Brigade

- Bibliothèque nationale de France: cb16031285m (data)
- Gemeinsame Normdatei: 135447054
- International Standard Name Identifier: 0000 0003 6595 4270
- Library of Congress Control Number: no2006076346
- MusicBrainz: beaecc2d-20c7-4221-8fd2-682c82f0faab
- Nationale Bibliotheek van Tsjechië: xx0066911
- Istituto Centrale per il Catalogo Unico: UFIV113266
- Système universitaire de documentation: 158164539
- Virtual International Authority File: 231170863
- WorldCat: E39PBJvXhFWjchVB7QrfTFpXVC